# Glaspaleis

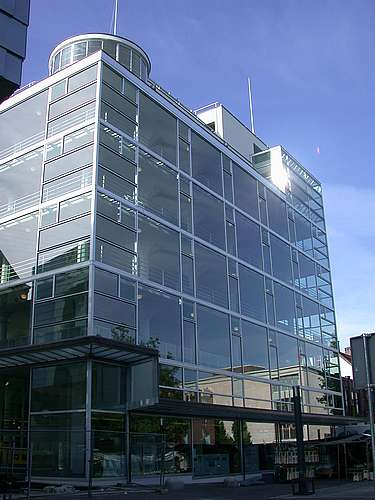
Glaspaleis

Das Glaspaleis (deutsch Glaspalast) ist ein ehemaliges Warenhaus in Heerlen/Niederlande, das 1934–1935 von dem niederländischen Architekten Frits Peutz entworfen wurde. Es ist eines der bedeutendsten Bauwerke des Neuen Bauens und der Klassischen Moderne.

## Beschreibung
Das Glaspaleis entstand im Auftrag des Modekaufmanns Peter Schunck aus Heerlen. Dieser hatte im Zentrum der Stadt, nahe der Pankratiuskirche, ein Grundstück gekauft und wollte dort ein großes Kaufhaus errichten. Nachdem er verschiedene europäische Warenhäuser besichtigt hatte und sich von Architekturzeitungen inspirieren ließ, gab er Peutz den Auftrag, eine Art überdachten Marktplatz zu entwerfen. Peutz zeichnete eine Tragkonstruktion, die aus dreißig pilzförmigen Säulen besteht, die mit jeder Etage schmaler werden. Da die Fassade keine tragende Funktion hat, konnte sie auf drei Seiten vollständig aus Glas bestehen. So entstand ein hypermodernes und funktionales Gebäude, in dem die Stoffe von Schunk wie auf einem Markt unter freiem Himmel im Tageslicht ausgestellt werden konnten.
Zur Multifunktionalität des Baus gehört, dass es in seinem inneren keine Wände gibt, wodurch eine offene Atmosphäre geschaffen wurde und der Raum freier aufgeteilt werden konnte. Auf einem Grundriss von 30 × 30 m hat das Glaspaleis sieben Stockwerke und ist 26,5 m hoch. In den oberen beiden Stockwerken war auch ein Penthouse für die Familie Schunck eingerichtet. Eine eigentliche Frontseite gibt es nicht, sie wird lediglich durch die Position zum Marktplatz definiert. Heutzutage ist das Gebäude an allen Seiten freistehend und von drei Plätzen umgeben.
Der Entwurf war zu seiner Zeit revolutionär, passte aber gut zu den Vorstellungen, die der Bürgermeister von Heerlen, Marcel van Grunsven, von der Modernisierung seiner Stadt hatte.
Während des Zweiten Weltkrieges wurde das Gebäude mehrfach beschädigt – dreimal musste neues Glas eingesetzt werden. 1962 drohte das Dach abgetragen zu werden, und 1973 folgte eine Renovierung, in der das Haus mit dem zu dieser Zeit als modern empfundenen Milchglas verkleidet wurde. Die große Stärke des Glaspaleis, die ungestörte Beziehung zwischen drinnen und draußen, war damit zunichte, und Anfang der 1990er Jahre gab es sogar Überlegungen, es abzureißen. 1993 wurde eine Arbeitsgruppe zum Erhalt des Gebäudes eingerichtet, 1995 stimmte der Gemeinderat einstimmig für die Restaurierung und 1995 wurde es unter Denkmalschutz gestellt. Die Union Internationale des Architectes setzte das Glaspaleis 1999 auf eine Liste der 1000 bedeutendsten Bauten des 20. Jahrhunderts. Die Restaurierungsarbeiten unter der Leitung von Jo Coenen und Wiel Arets begannen 2001, und 2003 konnte das Haus für das Publikum eröffnet werden.
Heute beheimatet das Glaspaleis ein multidisziplinäres Kulturinstitut namens SCHUNCK* (als Hommage an die Gründer), das das Architekturzentrum „Vitruvianum“, eine Sammlung kontemporärer bildender Kunst, eine Abteilung Präsentationen (Filmhaus), eine öffentliche Bibliothek und eine Musik- und Tanzschule miteinander vereinigt.